# Telge hus

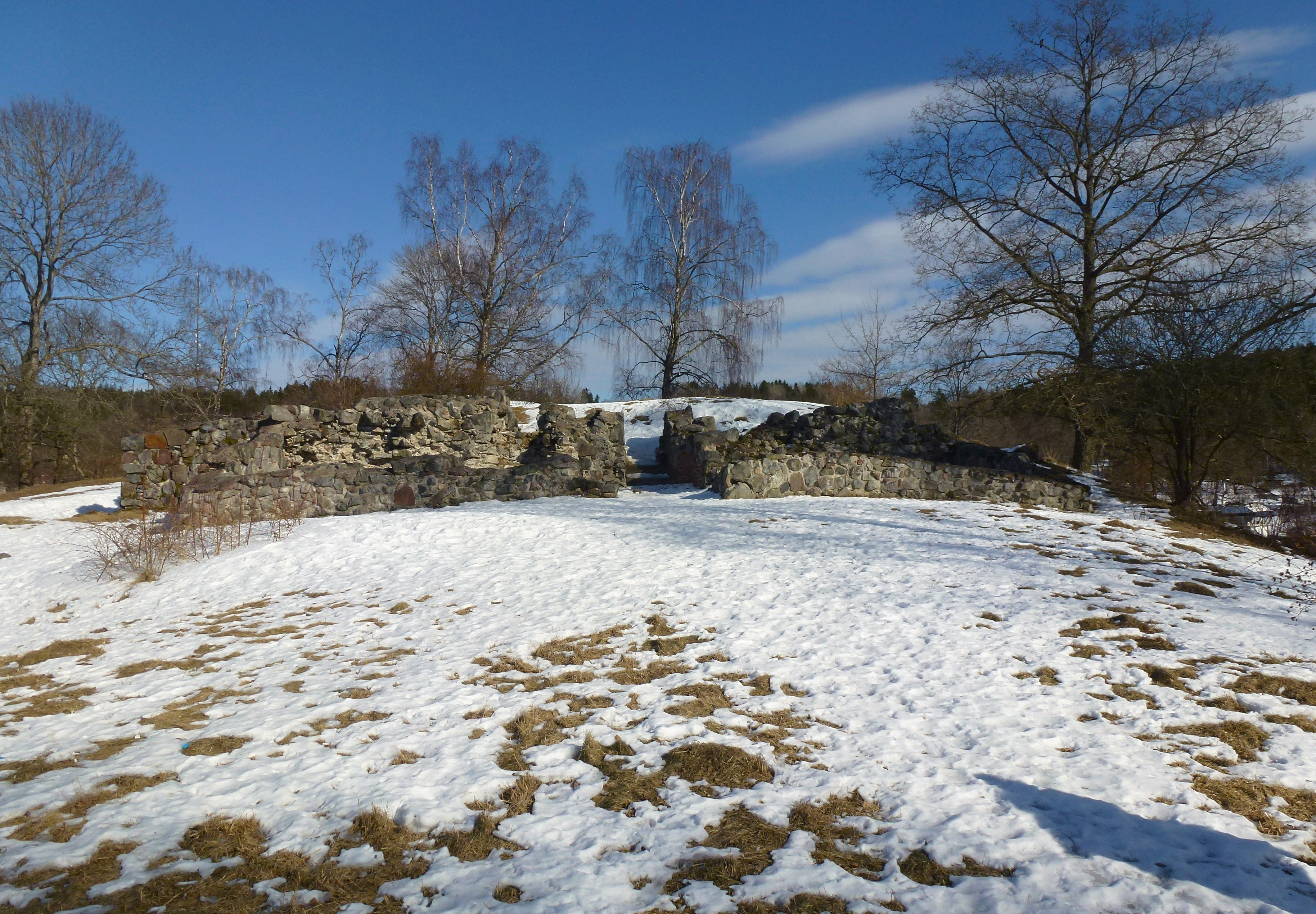
Ruiner efter Telge hus i mars 2013.

Telge hus, eller Tälje hus också kallad Ragnhildsborg (ej att förväxla med Ragnhildsborgs gård), var en medeltida borg, belägen på Slottsholmen (tidigare Ragnhildsholmen) i Linasundet, utanför stadsdelen Brunnsäng i norra Södertälje i Södermanland. 
Arkeologer tror att de ruiner som finns där är lämningar av Telge hus även om den medeltida borgens läge inte framgår av samtida källor. Den första borgen brändes ner 1445 och ny borg uppfördes 1448 som förföll under 1500-talet. En arkeologisk undersökning utförd 1937 visade att den andra borgen bestått av en hall, två rum med välvt tegeltak och ett torn. Genom nyare marinarkeologiska undersökningar kunde den första anläggningen dateras till tidigt 1300-tal. År 1996 restes en minnessten på platsen.

## Historia

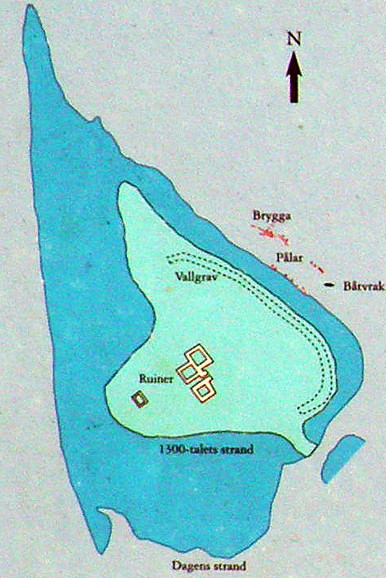
Slottsholmen, 1300-tal och idag.

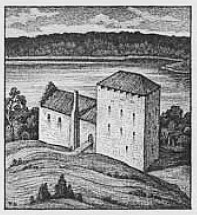
Telge hus, äldre rekonstruktion.

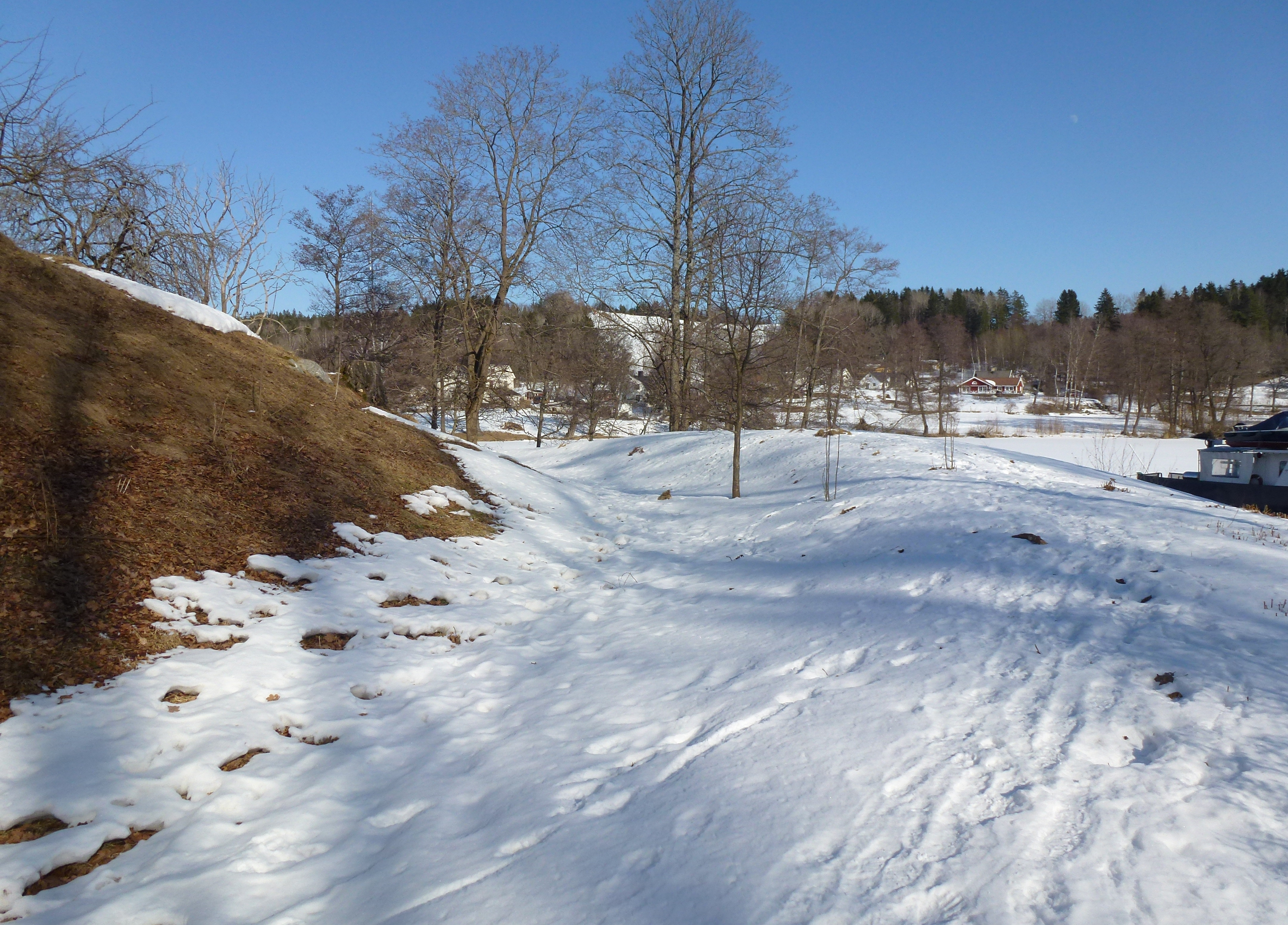
Vallen och vallgraven 2013.

Den första borgen uppfördes under 1300-talet och platsen nämns första gången i skrift 1400. Härifrån administrerades Telgehus län mellan åren 1318 och 1527. Länet omfattade Öknebo, Hölebo och delar av Svartlösa härad, alltså dagens Södertälje- och Nykvarns kommuner med omnejd. Arkeologiska utgrävningar har visat att borgen var omgiven av en vallgrav och en pålspärr som sträckt sig över stora delar av Linasundet. En fördjupning efter vallgraven syns än idag på Slottsholmen nordvästra del.
Mellan 1434 och 1436 ledde Engelbrekt Engelbrektsson och Karl Knutsson (Bonde) uppror mot Kalmarunionen och Erik av Pommern. Kungens fogdar fördrevs från sina borgar som sedan brändes. För att säkra den viktiga handeln i Mälaren försökte Engelbrekt låta anlägga en kanal igenom Telge (senare omdöpt till Södertälje), ett arbete som aldrig fullföljdes. Med en kanal igenom Telge så skulle trafiken mellan Östersjön och Mälaren kunna ledas förbi det unionstrogna Stockholm.
Engelbrekt lovade flera viktiga handelsstäder, bland dem tyska Hansan, fri lejd igenom Telge. Detta lär ha upprört fogden Bengt Stensson (Natt och Dag), som från början var en av Engelbrekts anhängare. Efter att Stensson beslagtog ett tyskt handelsskepp stacks Telge hus i brand av Erik Puke, som var en av Engelbrekts närmaste män. 1448 utsågs Karl Knutsson (Bonde)  till kung, och han påbörjade då arbetet med att återuppföra en borg på Slottsholmen. Den nya borgen fick namnet Karlsborg. Under sent 1400-tal förlorade borgen mycket av sin betydelse, och övergavs därför. Under tidigt 1500-tal beskrevs Telge hus som "omkullfallen".
Borgområdet består idag av ruinen efter ett stenhus, en husgrund och flera terrasseringar och vallgravar. Ruinen av stenhuset ligger på en kulle i centrala delen. Grunden mäter 22 x 10 meter och är intill tre meter hög (inre höjd). Väggarna består av slagen och murad gråsten samt tegel. Husgrunden nedanför (sydväst om) stenhusgrunden mäter 5 x 4 meter och utgör en gles rad av 0,1–0,3 meter långa och 0,05–0,15 meter höga stenar. Genom den postglaciala landhöjningen har Slottsholmens strandlinje förändrats och holmen är idag större än på medeltiden. Telge hus kallas numera ofta för Ragnhildsborg, ett namn som anknyter till Södertäljes skyddshelgon Ragnhild av Tälje. Namnet är inte medeltida utan känt först från 1700-talet.

## Arkeologiska undersökningar
En arkeologisk undersökning 1937 visade att borgen bestått av en hall, två rum med välvt tegeltak och ett torn. En övervåning kan också ha funnits. Fynden från undersökningarna år 1937 finns utställda på Torekällbergets museum i Södertälje.
Nya undersökningar utfördes 2000–2002 av Södertörns högskola och koncentrerade sig på att genom en kombination av land- och marinarkeologi studera borgens förhållande till sin omgivning. Dykare fann då rester av en pålspärr och stenkistor av timmer, som bör har tillhört borgens hamn. På land grävdes i anslutning till "hamnen" sammanlagt sex mindre schakt. Det som tidigare benämnts som vallgrav visade sig förmodligen vara lämningar av en jordvall med en palissad. I schakten framkom nära den dåvarande strandlinjen även rester av en tegelugn. Man fann också spår efter strider i form av armborstpilar, hästskor, sporrar, och rester av en ringbrynja. C14-analys av dessa lämningar indikerade en datering till sent 1200- eller tidigt 1300-tal.

## Bilder

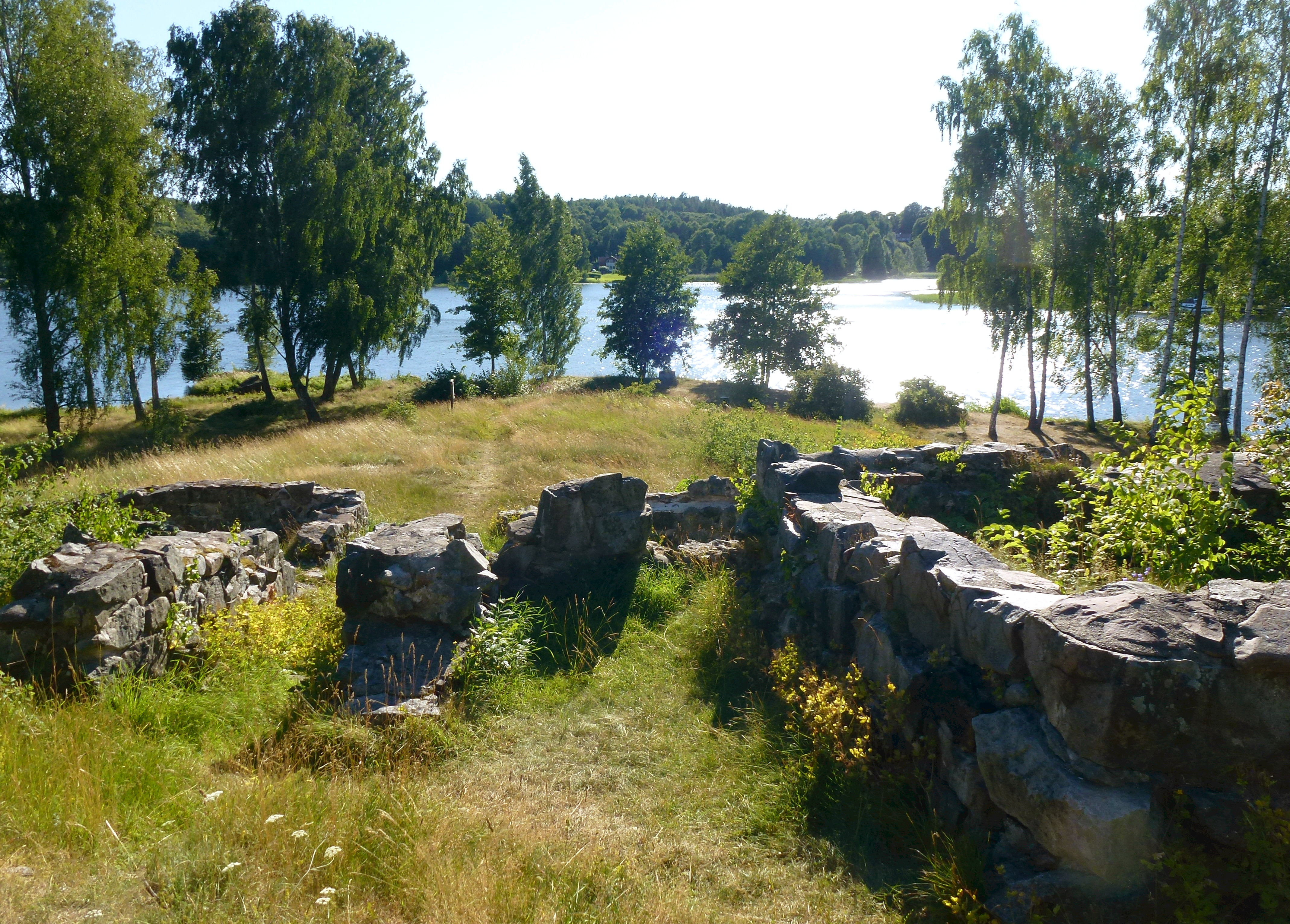
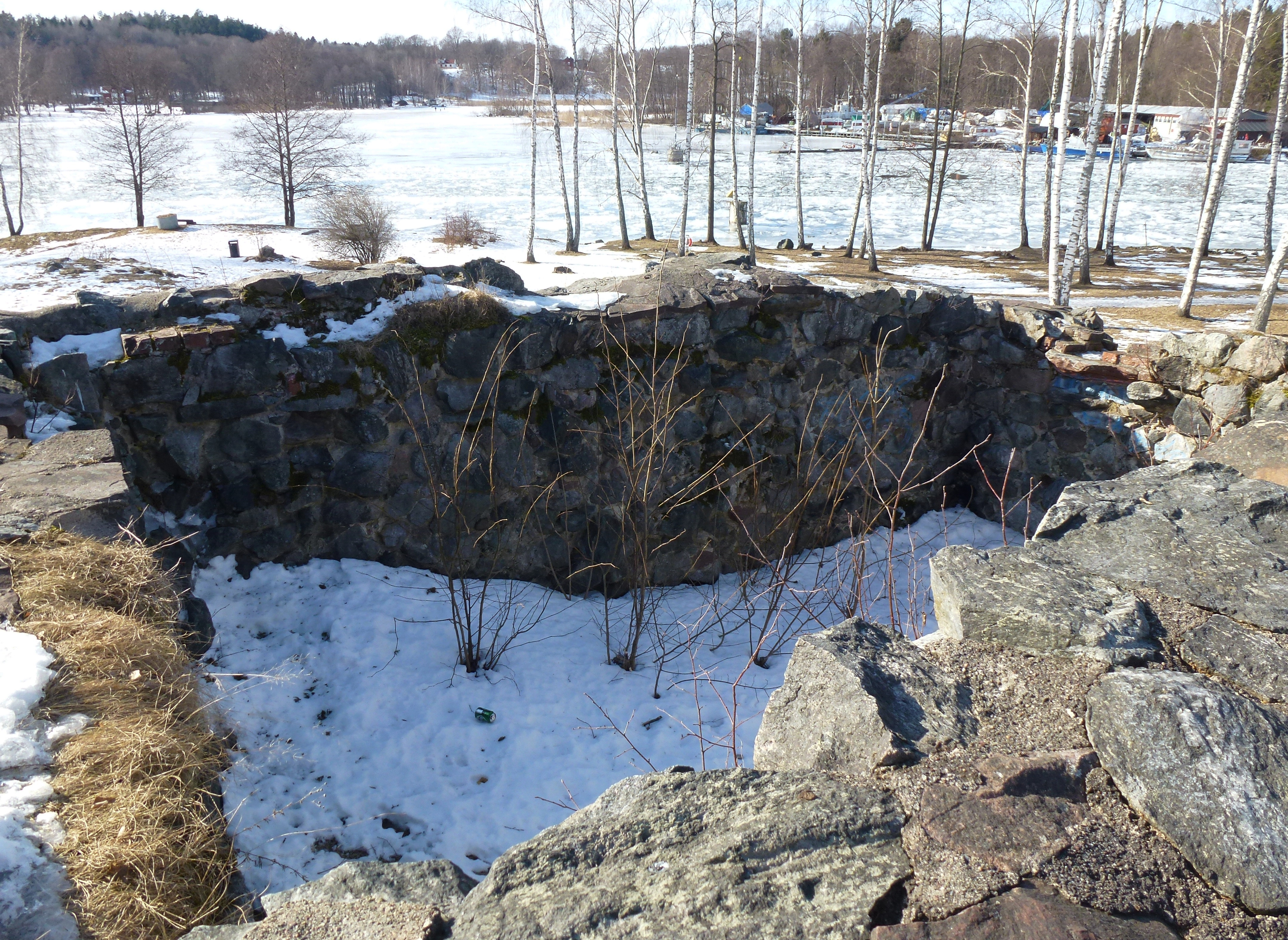
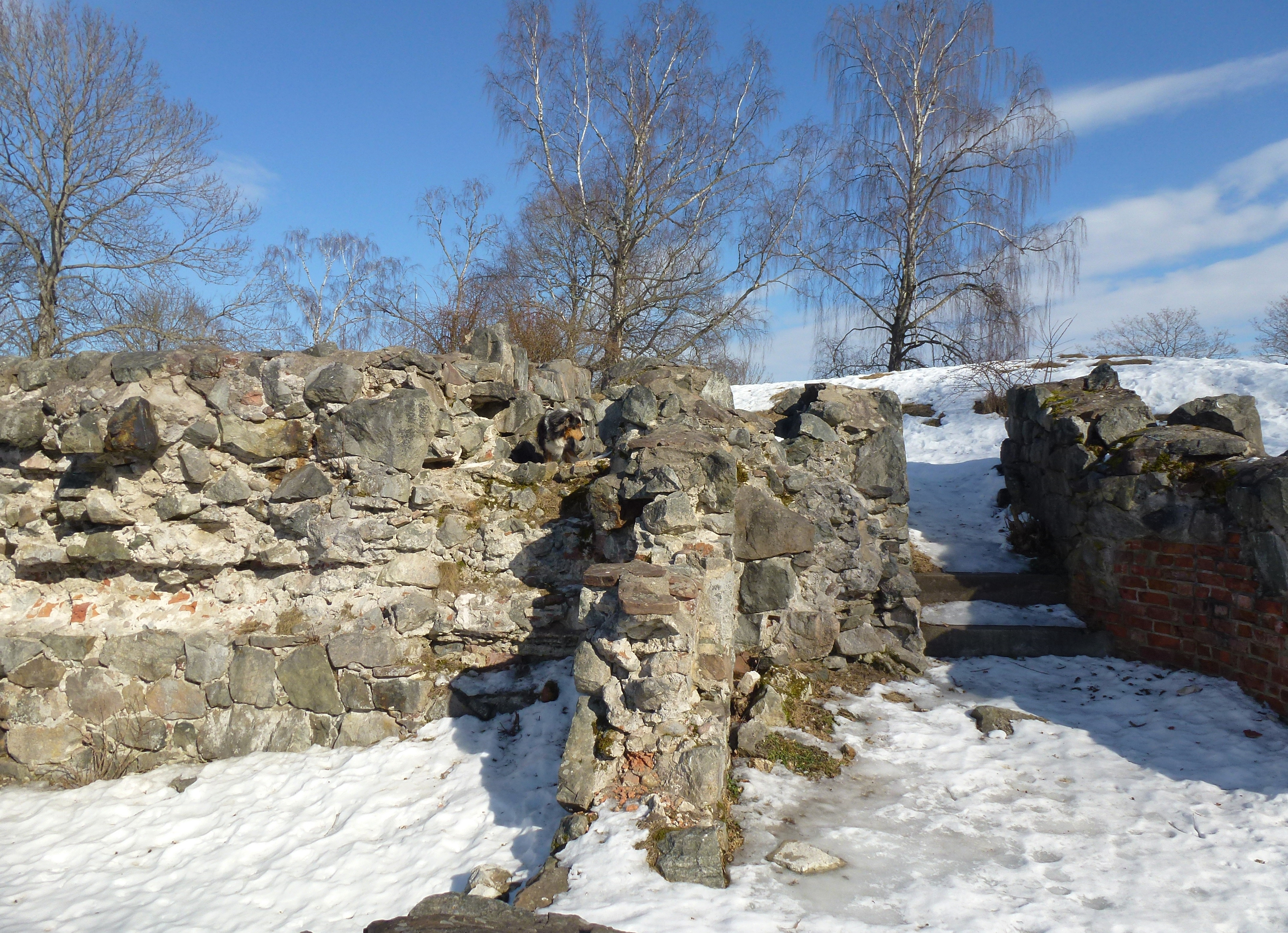
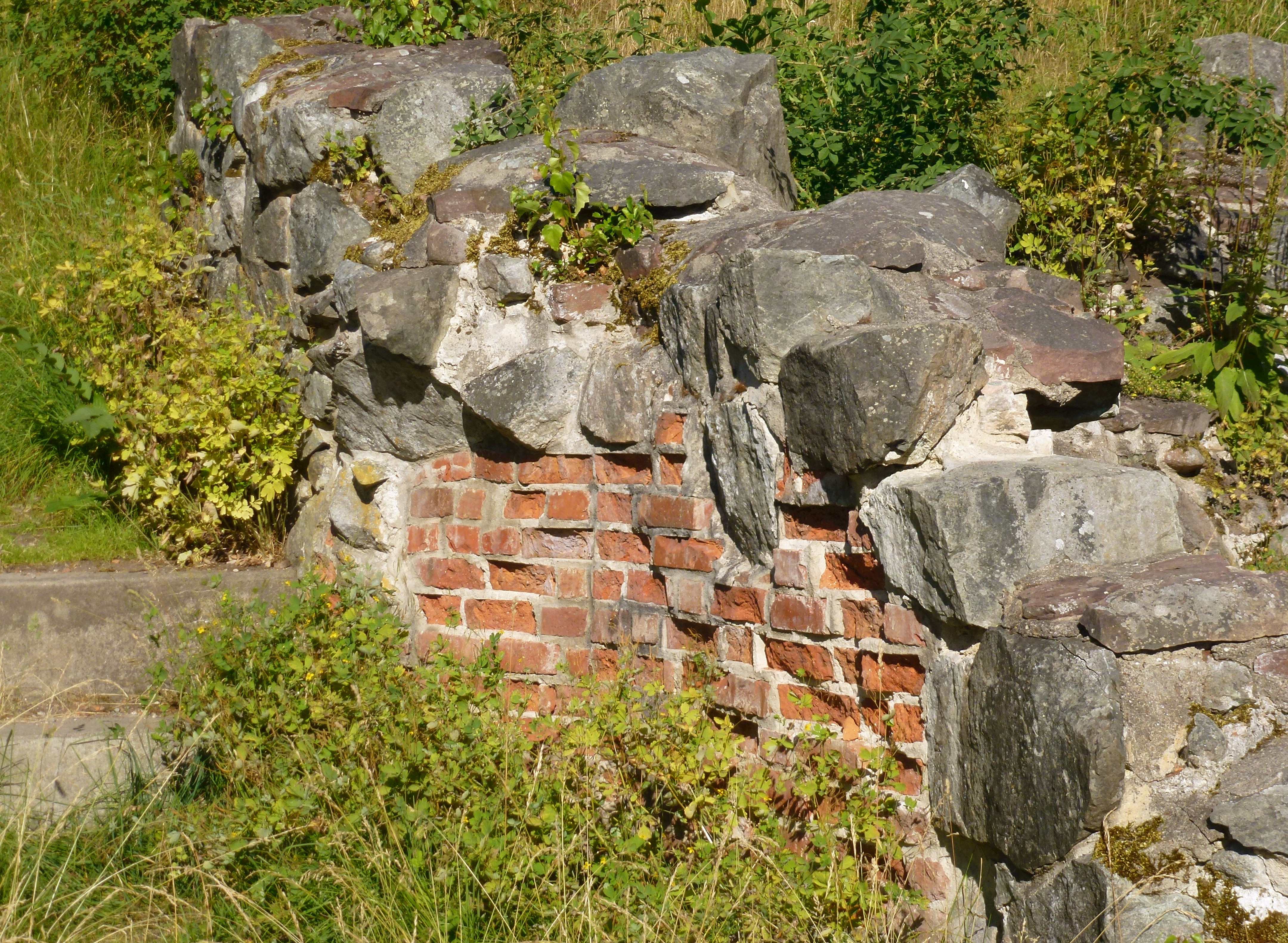
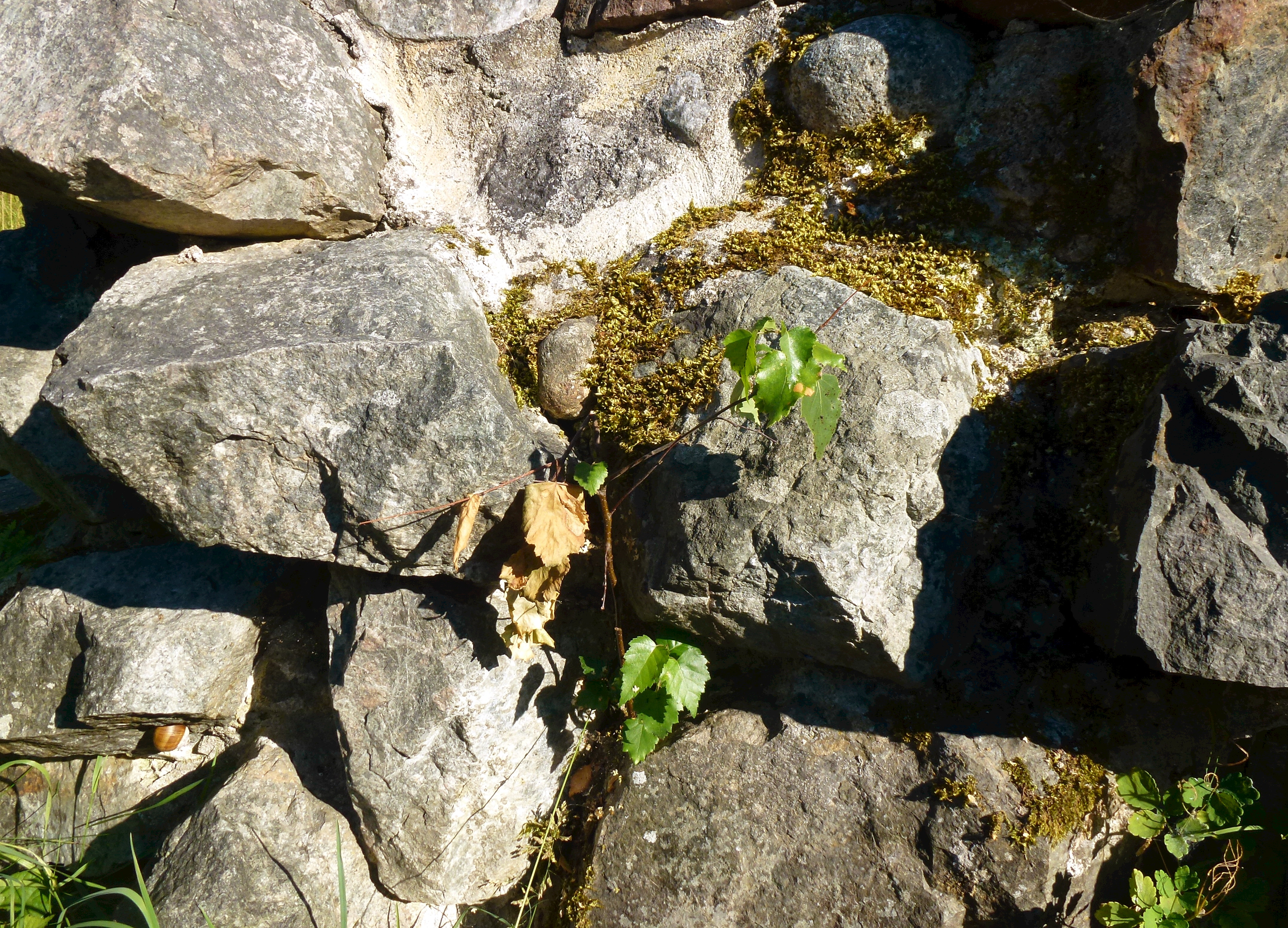